# Міяґава Тьосюн
Міяґава Тьосюн (яп. 宮川 長春; 1682 ― 18 грудня 1753) — японський художник періоду Едо. Засновник школи Міяґава.

## Життєпис
Народився 1682 року в провінції Оварі. Справжнє ім'я Кіхейдзі. У підлітковому віці перебрався до Едо (столиці сьогунату Токугава). Там він почав вчитися живопису в школах Тоса і Кано. Потім брав уроки також у представників школі Хішікава. Згодом створив власний стиль і заснував школу. Розквіт творчості припадає на 1730—1740-ві роки.
У 1751 році отримав замовлення на виконання реставраційних робіт в Святилищі Тосьо. Втім у 1752 році виник конфлікт з Кано Сюнга, офіційним художником сьогунату, через несплату домовлених грошей. Під час сварки учень Тьосюна — Міяґава Іссьо — вбив Кано Сюнгу. Також було побито декілька осіб з обох боків. В результаті практично усіх учнів Міяґава Тьосюна було заслано в різні місця країни, він втратив майже всіх замовників. Це стало для нього ударом, внаслідок чого він помер 1753 року.
Серед його учнів найуспішніші — його син Міяґава Сюнсуй, Міяґава Іссьо, Міяґава Тьокі (можливо, названий син Тьосюна) Міяґава Сюнтей.

## Творчість
Спеціалізувався у жанрі бідзінга (зображення красунь). Малював переважно куртизанок і повій. У його роботах ці фігури більш повні і хтиві, ніж у багатьох інших художників. Його фігури мають м'яку, теплу жіночність, вишуканість і витонченість, були менш ідеалізовані, а більше нагадували живих істот зі своїми емоціями і почуттями. Приділяючи всю увагу позі й костюму персонажа, художник розміщував моделі в порожньому просторі, зрідка додаючи декоративне обрамлення картини. Найвідомішими є картини «Куртизанки, що насолоджуються [тютюновим] димом», «Танцівниця», серія «Розваги сучасних красунь». 
Працював також у жанрі сюнґа (зображення еротичних сцен). При цьому він ніколи не вдавався до використання техніки ксилографії в своїх роботах. Дослідники вважають гравюри Міяґава Тьосюн найкраще забарвлених серед інших майстрів жанру укійо-е.
Крім того, є автором жанрових робіт, де зображував сцени свят, річкових прогулянок, вечірок містян під квітучою сакурою, інтер'єри чайних будинків і майстерень художників та ремісників. Чітка, виразна, елегантна лінія малюнка, натуралістичне зображення рис обличчя, прагнення до різноманітності характерів, увага до найдрібніших деталей і нескутий умовностями композиційне рішення показують глибоко індивідуальний стиль художника.